# NGC 946
NGC 946 في الفهرس العام الجديد، هي مجرة، تقع في كوكبة المرأة المسلسلة. اكتشفت في 12 ديسمبر 1884 بواسطة إدوارد ستيفان.

## روابط خارجية
- NGC 946 على موقع ويكي سكاي: DSS2, SDSS, GALEX, IRAS, Hydrogen α, X-Ray, Astrophoto, Sky Map, Articles and images